# Дом-музей Клауса Грота
Дом-музей Клауса Грота — родовой дом немецкого поэта Клауса Грота (1819-1899), расположенный в гольштейнском городе Хайде. Он расположен в "доме № 48 на улице Люттенхайд" вблизи большой рыночной площади. С 2004 года является не самостоятельным музеем, а является частью Музейного комплекса Люттенхайд. 

## Описание
Музей был создан в 1914 году в память о жизни и творчестве Грота. После приобретения дома городом в доме, обветшавшем к тому времени, были проведены значительные ремонтные работы, благодаря которым удалось сохранить первоначальный комплекс двускатного строения, построенного в 1796 году. Дом был обставлен мебелью соответствующей эпохи, подаренной горожанами. В частности, родовая комната грота была реконструирована по рисунку художника Отто Спектера.
Музей дает представление о повседневной жизни мельника XIX века. Семья Грот управляла мукомольной мельницей в этом доме после того, как дед Клауса Грота, Клаус Реймер Грот, женился на девушке из семьи Клен в 1790 году. В частности, в бывшем ремесленном квартале Люттенхайд переплетение быта и трудовой жизни было особенно тесным. Об этом свидетельствуют меблированные комнаты, а также выставленные на чердаке фрезерные станки.
Коллекция также включает большую подборку оригинальных документов из поместья Грота, некоторые из которых являются частью постоянной экспозиции. Личные вещи, картины и фотографии также являются частью инвентаря музея. Обширная библиотека теперь хранится в Кильской государственной библиотеке. Он частично состоит из частной собственности поэта, а частично из произведений, добавленных после открытия музея.
Как и все элементы ансамбля Музейного комплекса Люттенхайд, дом является памятником архитектуры с 2017 года.